# Sedimentos metálicos
La gruesa capa de sedimento lodoso del fondo del océano se clasifica según su origen.

## Clasificación

### Sedimento terrígeno
Se deslava de la tierra antes de ser llevado por los ríos al lecho del océano. Parte de él se deposita en la orilla del mar y forma depósitos de minerales y materias primas.

### Sedimento biógeno
Está conformado por restos de diminutos organismos marinos que se han hundido hasta alcanzar su tumba colectiva en el fondo del mar.

### Sedimento hidrogenado
Se compone de minerales que se lixiviaron de rocas sólidas, en tierra firme, y que se disolvieron en el agua de mar.

## Nódulos
Los terrones negruzcos del tamaño de una papa, que se conocen como nódulos de manganeso, son tal vez los sedimentos hidrogenados de mayor potencial económico. Consisten en minerales disueltos que han sido arrastrados por las corrientes oceánicas antes de cristalizarse sobre objetos del lecho del mar, como dientes de tiburón o guijarros. Pese a que los nódulos crecen sólo unos cuantos centímetros cada millón de años, anualmente se producen muchos millones de ellos. Es probable que ya cubran un veinte por ciento del fondo del océano Pacífico, con concentraciones particularmente grandes en el suroeste de ese océano frente a las costas del sur de California y de América del Sur.
Además del manganeso, los nódulos se componen de elementos más valiosos, como el hierro, el cobre, el cobalto y el níquel. Sin embargo su explotación es costosa y la posibilidad de extraerlos dependerá del desarrollo de robots submarinos.

## "Chimeneas negras"
Son fuentes hidrotermales submarinas muy calientes (250-350 °C) que expulsa agua muy caliente y distintos minerales. A finales de los años setenta, científicos que iban a bordo del sumergible Alvin estudiaron porciones del umbral del Pacífico Oriental, cerca de las islas Galápagos, por las cuales parecía brotar algo así como humo desde el lecho del océano.
De hecho, la solución vaporosa no está compuesta de humo, sino de agua de mar que se ha filtrado en las grietas donde se está formando corteza oceánica nueva. El agua de mar que ha penetrado por las grietas se ha combinado químicamente con los minerales del interior de la roca a temperaturas de más de 300 °C. Cuando la solución caliente es arrojada hacia arriba, se enfría, se oxigena y deposita azufre, cobre, hierro, cinc y manganeso en el fondo del mar. Los depósitos de esos minerales cubren las aberturas hasta formar con el tiempo chimeneas de diez metros de altura.
Es posible que estas aberturas de agua caliente adquieran algún día importancia económica. Por lo pronto, han respondido una interrogante que había confundido por años a los geólogos. Sería de esperarse que, conforme con los ríos arrojan su enorme carga de sedimento en el mar, cambiara continuamente la composición química de los océanos, por lo menos de su fondo. El hecho de que no suceda así se debe en gran parte a las transformaciones químicas que tienen lugar en dichas aberturas.